# Kailasanatha de Kanchipuram
Le Kailasanatha est un temple hindouiste dédié à Shiva et réputé pour être le plus beau temple de la ville de Kanchipuram, au Tamil Nadu. Ce temple a été construit au début du VIIIe siècle à l'initiative du roi (Pallava) : Narasimhavarman II Rajasimha Pallava (700-728 env.), puis terminé sous le règne de son fils Mahendravarman II, mort au combat en 731 lors de l'attaque décisive menée par les dynasties des Ganga de l'Est (en) et Chalukya unis pour l'occasion. Ce temple est ainsi l'ultime témoin majeur de la puissance Pallava.
Ce temple dédié à Shiva fait une place exceptionnelle à la Déesse.
Avec un ensemble de sculptures sans précédent, ce temple est aussi le plus vaste de l'Inde au VIIIe siècle. La richesse exceptionnelle des représentations de divinités et des scènes de la mythologie indienne, sculptés dans le grès, en font l'un des lieux les plus visités en Inde du Sud. Les murs extérieurs sont recouverts de sculptures figuratives et d'ornements. Certaines parties sont recouvertes d'enduits récents, parfois dégradés. On distingue parfois des traces de peinture murale. Ce sont probablement des témoins de l'aspect ancien du temple. Mais les enduits récents ont pu faire disparaitre certains détails significatifs, des attributs en particulier, et ont dénaturé les formes en leur conférant un tout autre style. Les plus beaux groupes sculptés ont été dégagés de ces enduits et sont d'une qualité remarquable, souvent d'une exceptionnelle originalité.
Ce temple est par ailleurs le seul de la ville à avoir été épargné par les ajouts architecturaux plus récents. Situé à l'extérieur de la ville, son ambiance calme contraste fortement avec l'agitation de la foule du centre-ville.

## Le temple et son programme iconographique
- Le cœur du temple, tout d'abord :  Dans ce temple de Shiva, la cella (petite pièce au centre de l'édifice) renferme un beau lingam de pierre noire à six pans : le sanctuaire est l'espace du dieu masculin. Ses murs extérieurs sont rythmés par des groupes de trois motifs (compositions tripartites) sculptés en haut-relief, certains panneaux en bas-relief, ou par des groupes impairs de motifs architecturaux. Les nombreuses formes du dieu apparaissent dans les baies ou sur les panneaux sculptés au centre des chapelles rayonnantes, sur les murs extérieurs du déambulatoire du sanctuaire mais aussi dans les chapelles de l'enceinte.

Les chapelles de l'enceinte, qui reproduisent à une échelle réduite des édifices sacrés, se retrouvent à une échelle encore plus petite reproduites en tant qu'ornements dans les étages du vimana (la couverture du sanctuaire).  
- Petit monument placé devant le temple, le mandapa : Toutes les parties du mandapa sont, quant à elles, dédiées à la Déesse, sous la forme de nombreuses divinités organisées par paires: Jyeshtha et Durga face au Nord, Parvati et Lakshmi face au Sud[3].
- Partout, à hauteur des yeux : Le motif du lion ou du monstre dressé sur ses pattes arrière apparaît partout ce qui confère une grande unité à cet espace infiniment fragmenté en petites unités juxtaposées.

### Parcours visuel
- L'ensemble

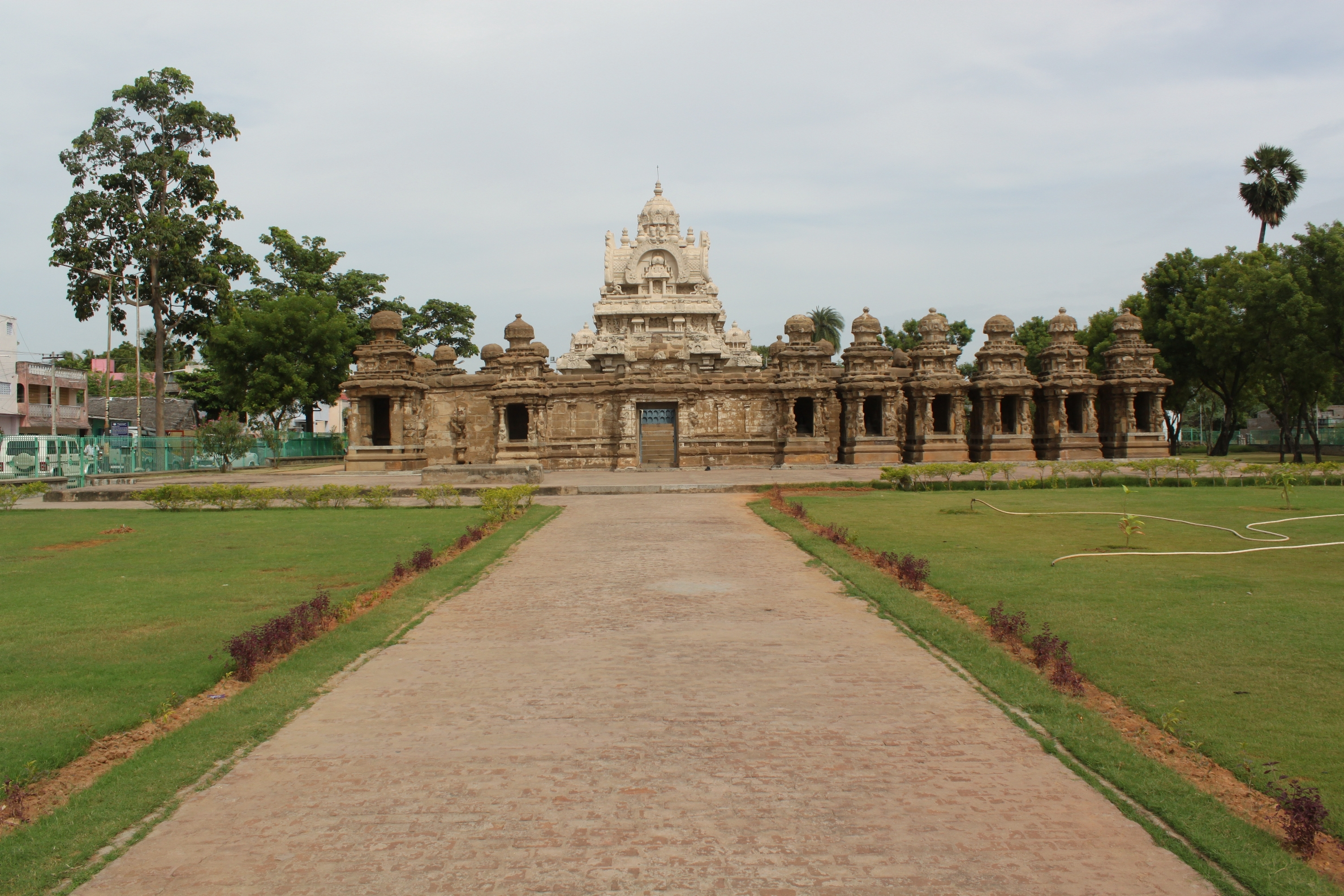
Face au Sud-Est. Au premier plan au centre : la première entrée, dans une rangée de chapelles tournées vers l'extérieur
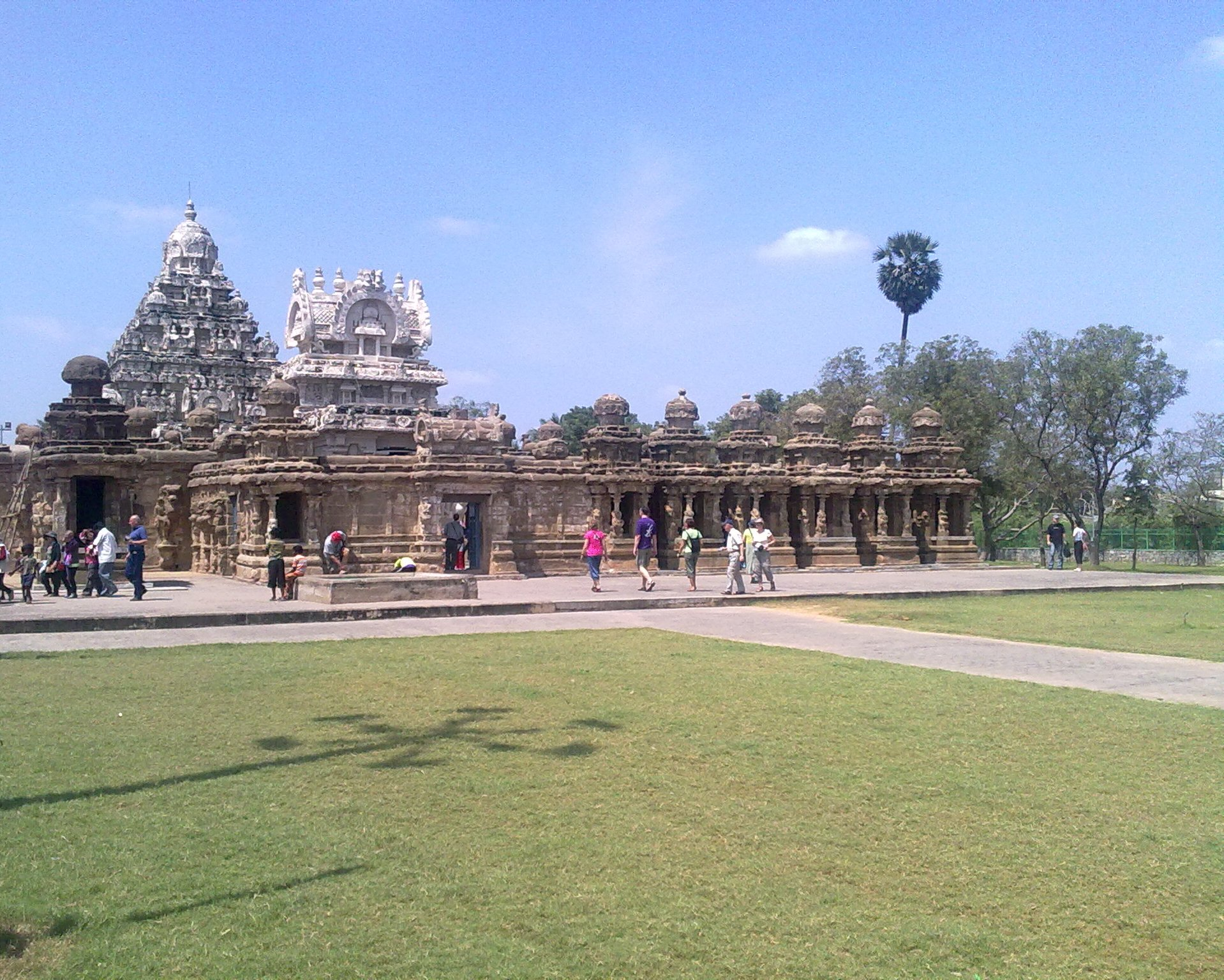
Vue d'angle : l'entrée, le petit temple dans la seconde entrée construit par Mahendravarman II, fils de Narhasimhavarman II qui a régné avec son père. Au fond le vimana du temple principal
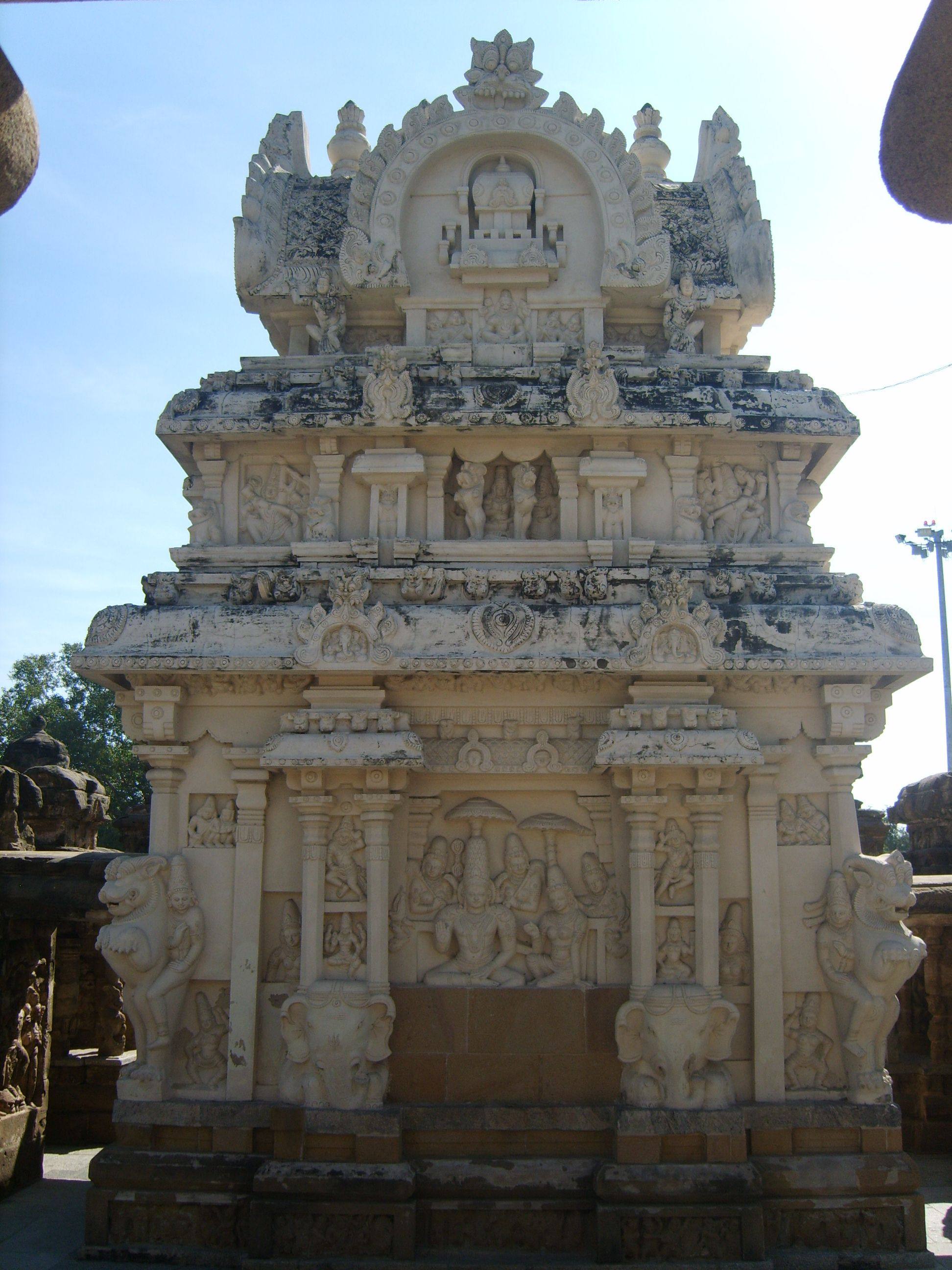
Le petit temple, sanctuaire de Mahendravarman II
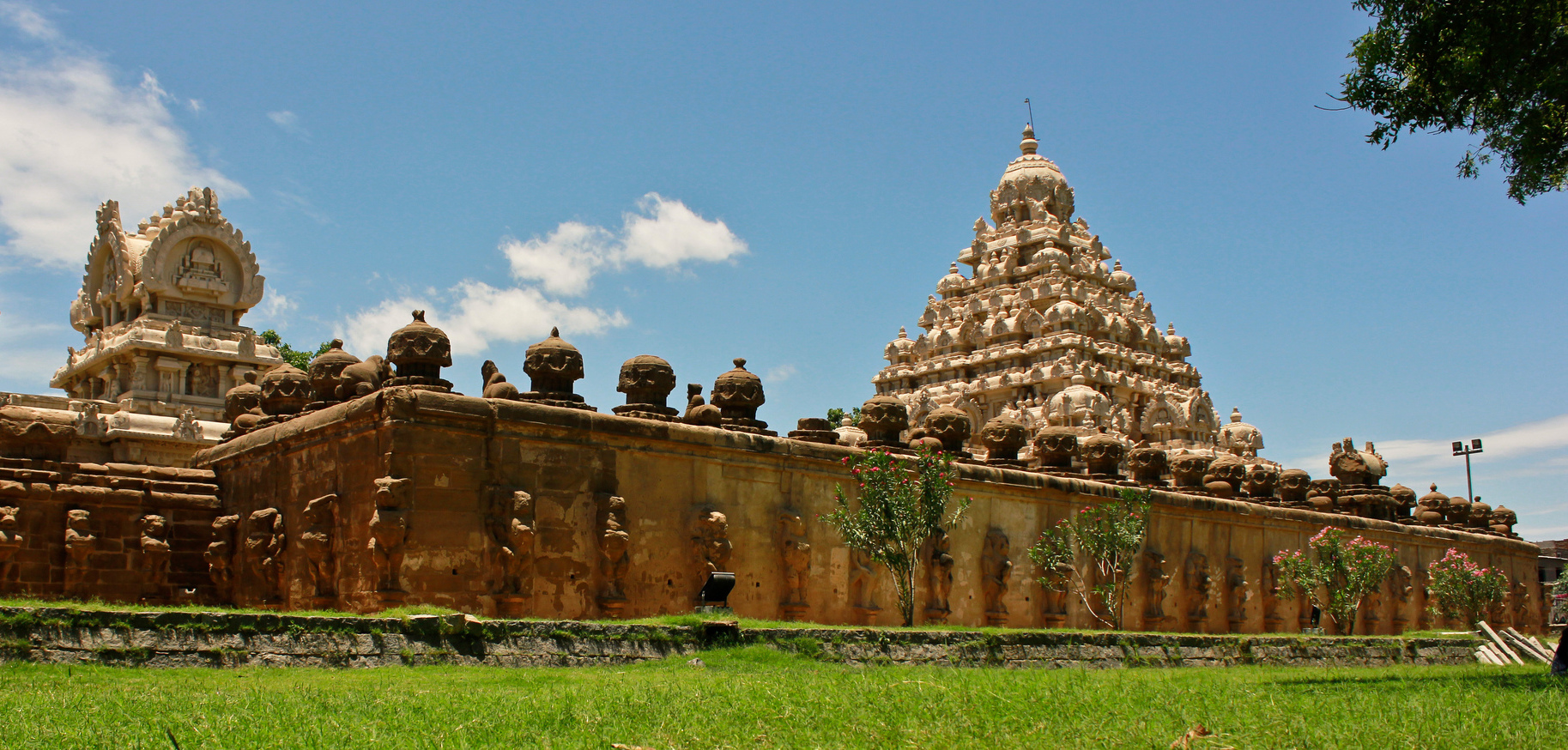
Vue générale sur l'enceinte extérieure en direction du vimana
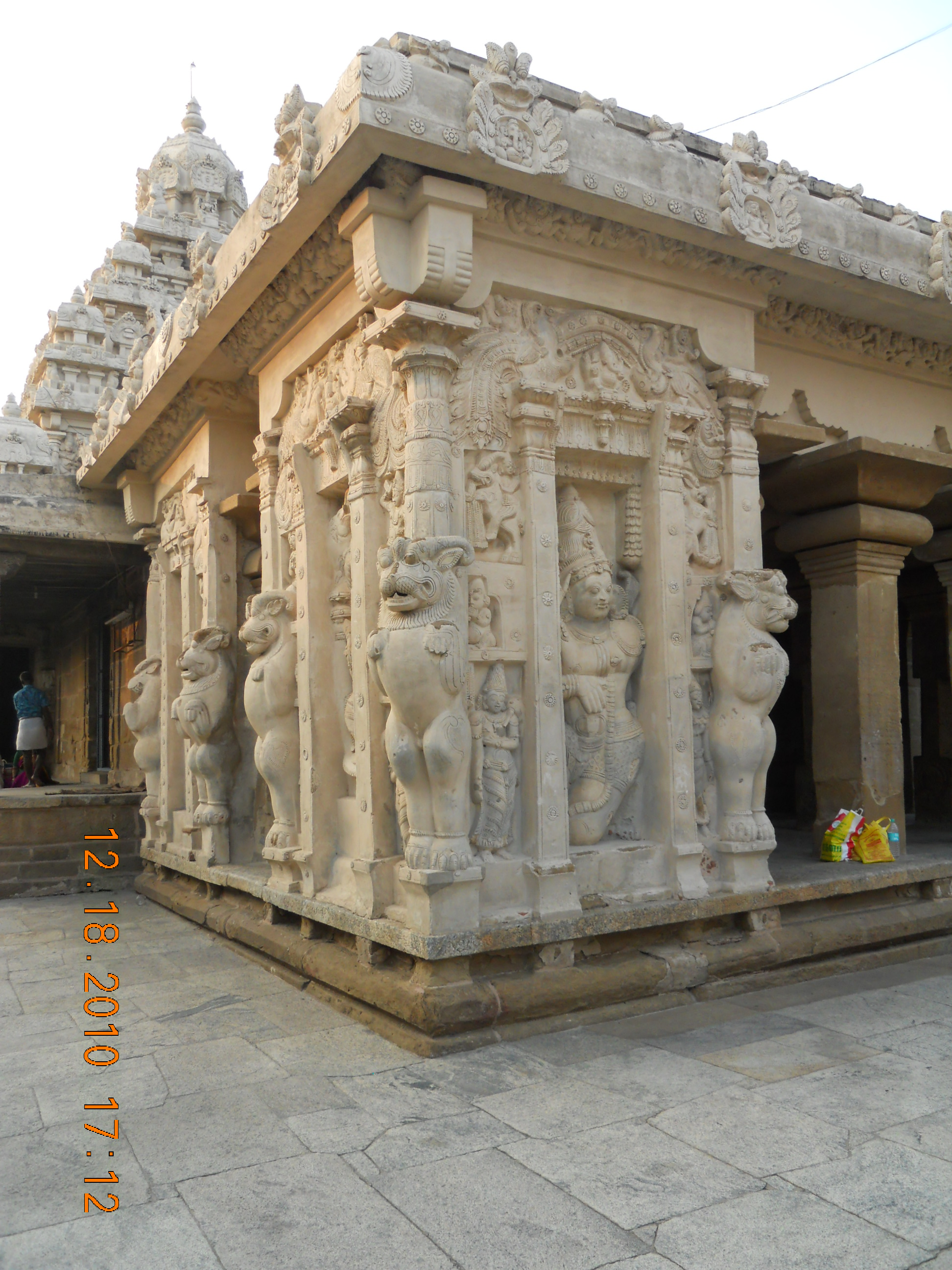
Depuis la cour, le mandapa isolé, rattaché tardivement au temple par une autre salle[4]. Angle : lion et porteuse de chasse-mouches[5], gardien. Grès couvert d'un enduit blanc, tardif
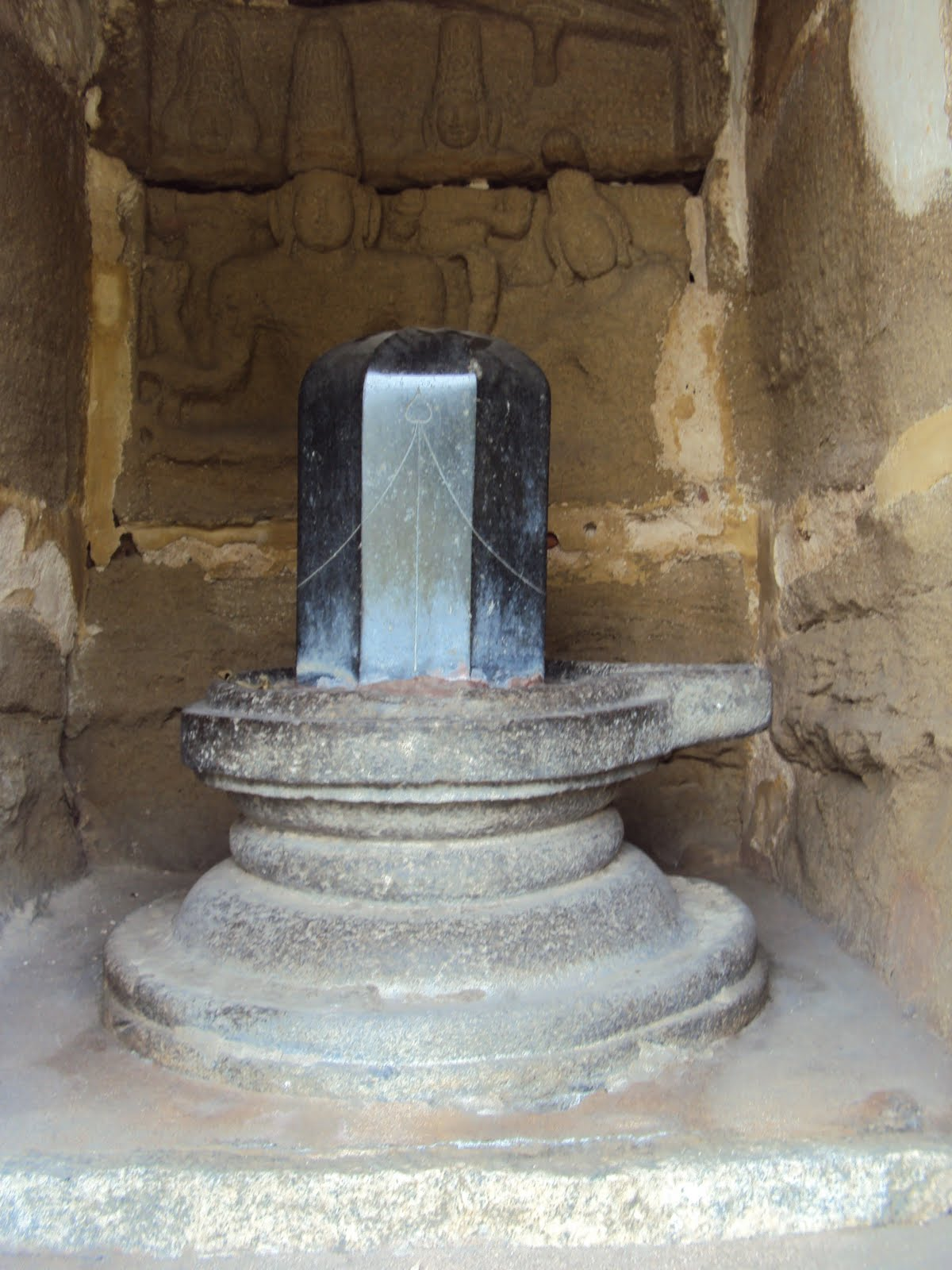
Le lingam dans la cella au centre du sanctuaire. Au fond: Somaskanda : Shiva, accompagné de la Déesse et de son fils, Skanda : une allégorie de la famille royale

- Le sanctuaire principal. Les chapelles

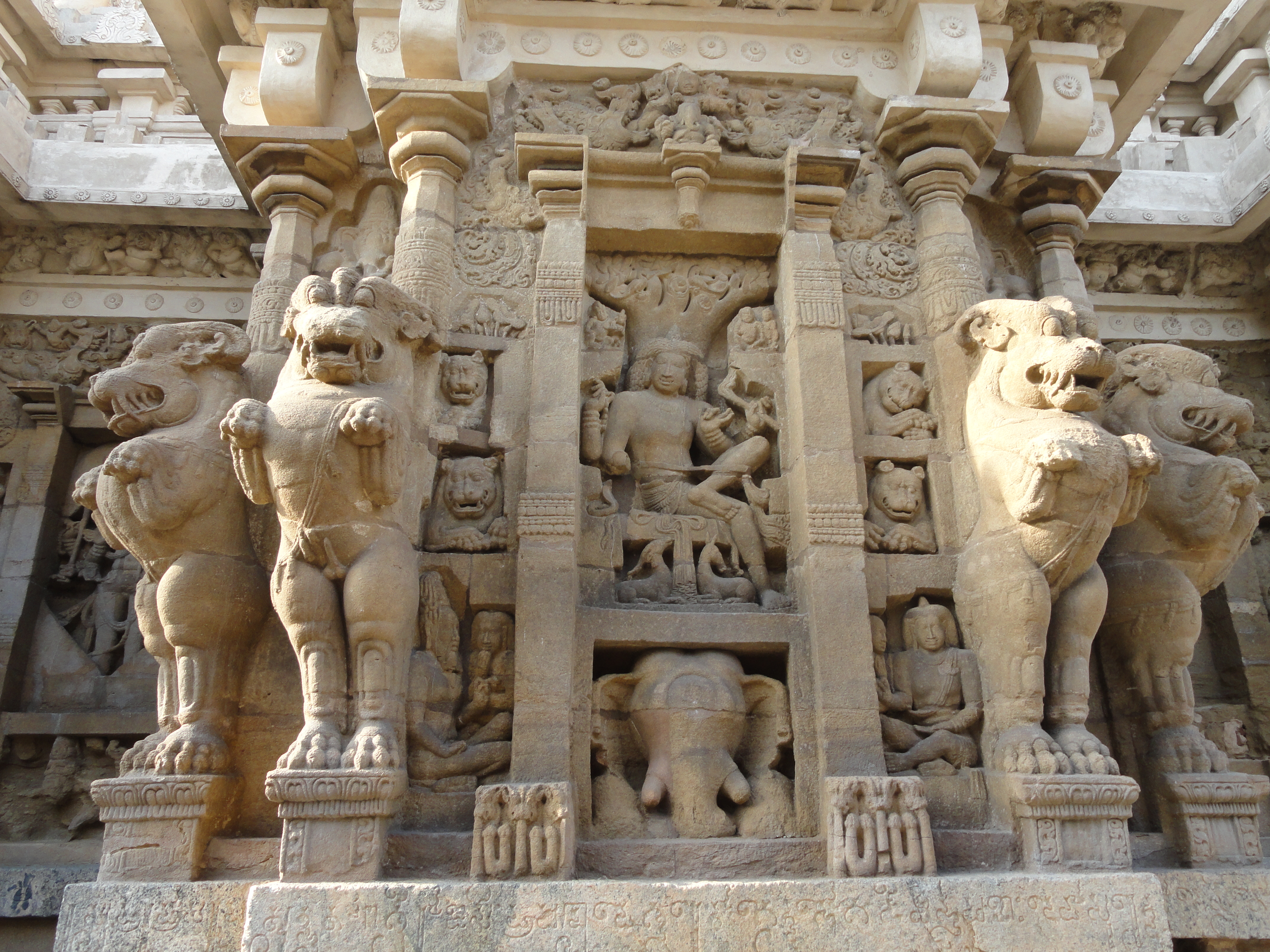
Mur sud de la chapelle centrale, face Sud. Dakshinamurti, Shiva maître de la science védique, sous le figuier des banians qui pousse sur le mont Kailash[N 1]
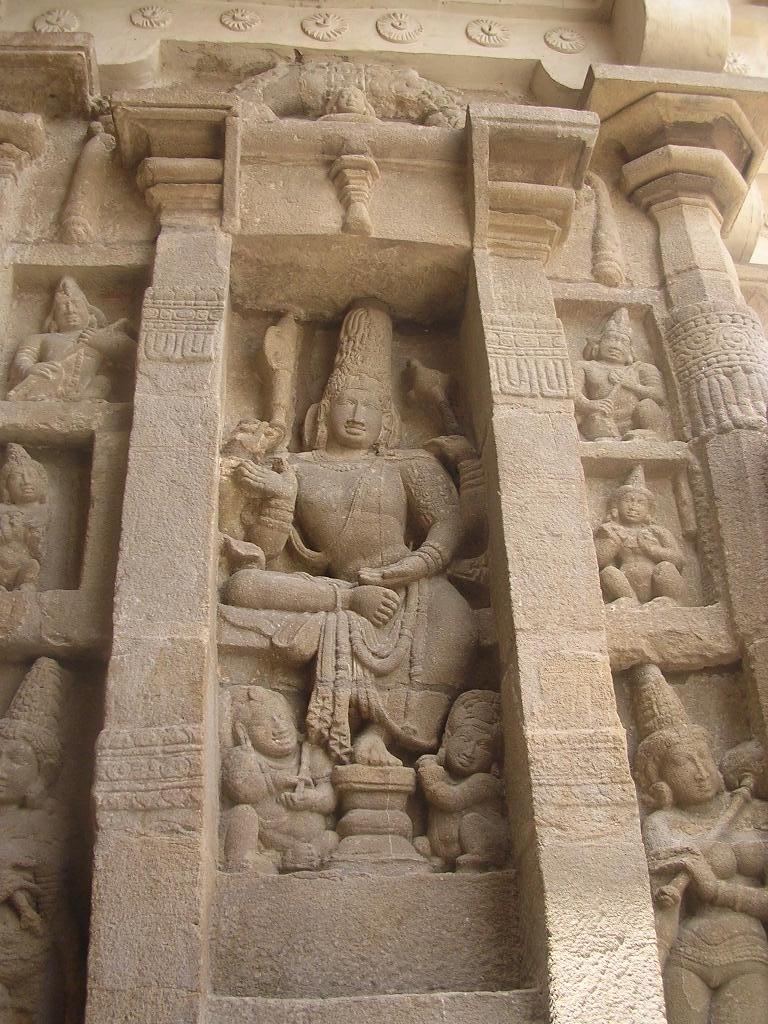
Mur ouest de la chapelle centrale, face Sud. Harihara, Vishnu-Shiva, dans la pose, exceptionnelle voire unique pour Harihara, dite lalitasana
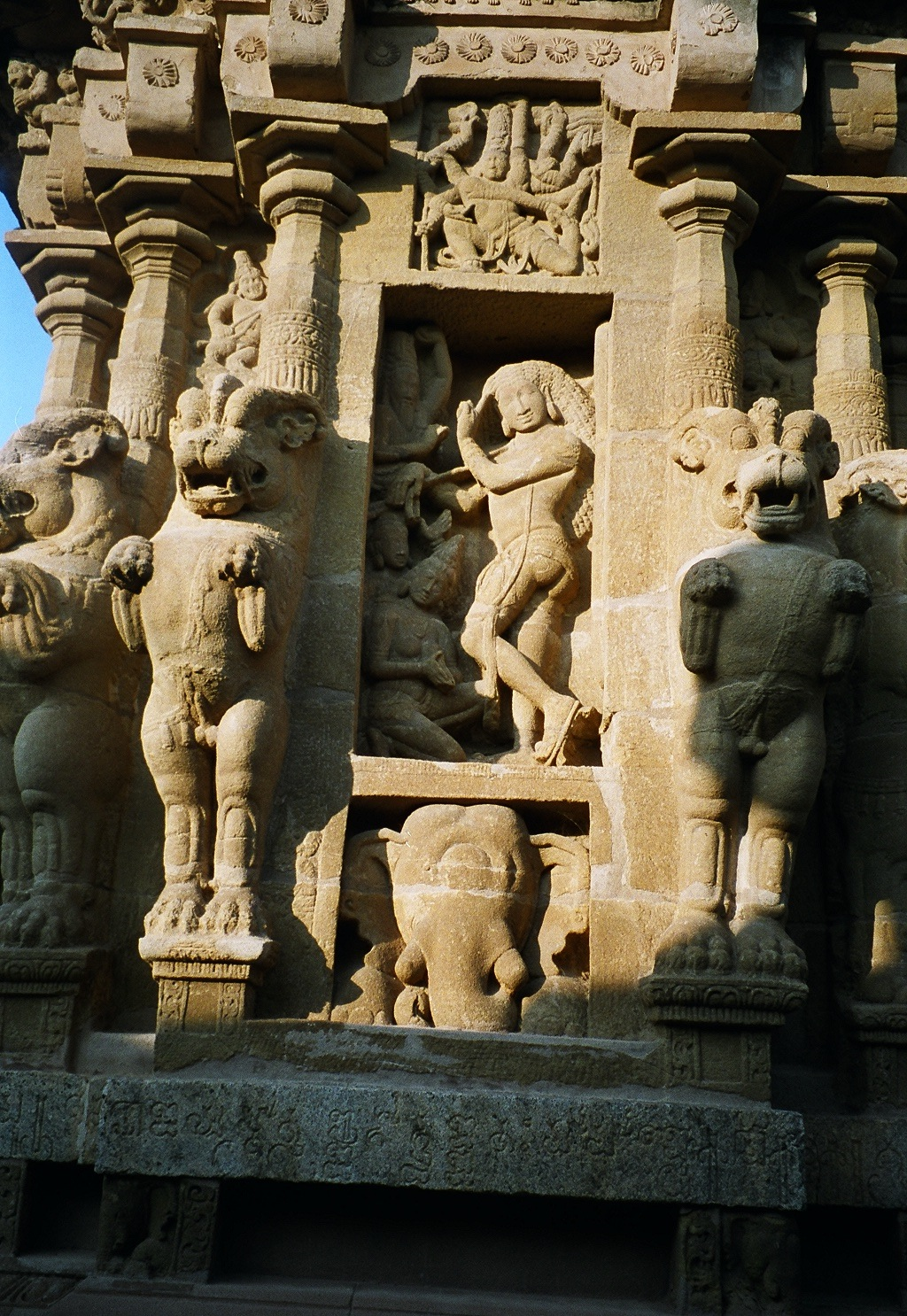
Mur Sud, angle Sud-Ouest. Bhikshatana : Shiva en moine mendiant, en marche, les cheveux dénoués. Petit relief situé au-dessus : la danse de Shiva, vṛścika. Lions dressés[8].
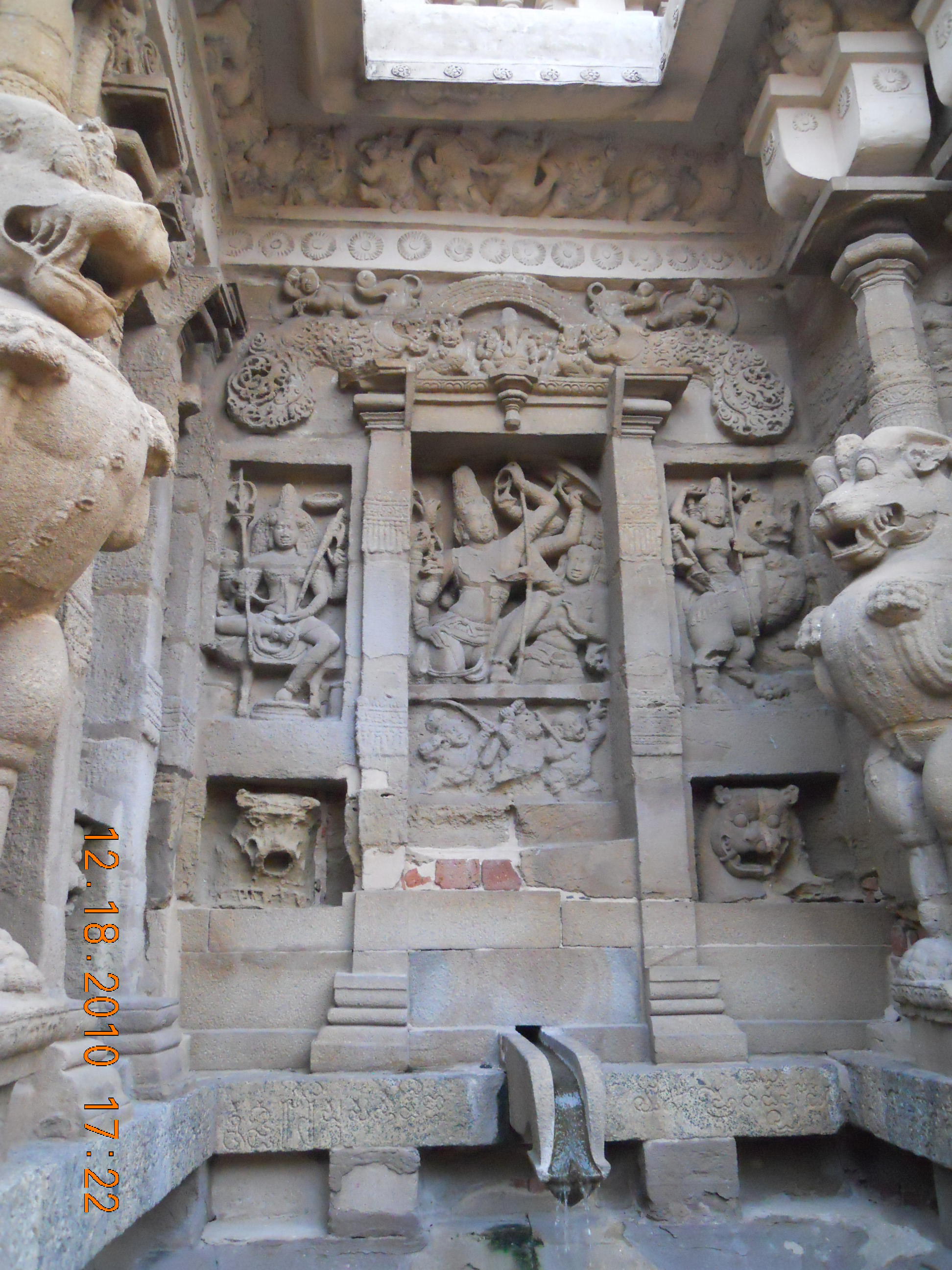
Mur Nord, à d.. Panneau central: Shiva en posture de combat, Brahma lui sert de cocher. À g.: Kali (forme la plus redoutable de la Déesse) assise, cheveux dénoués[9]. À d.: Durga, déesse vierge et redoutable, en avant-garde de Shiva[10].
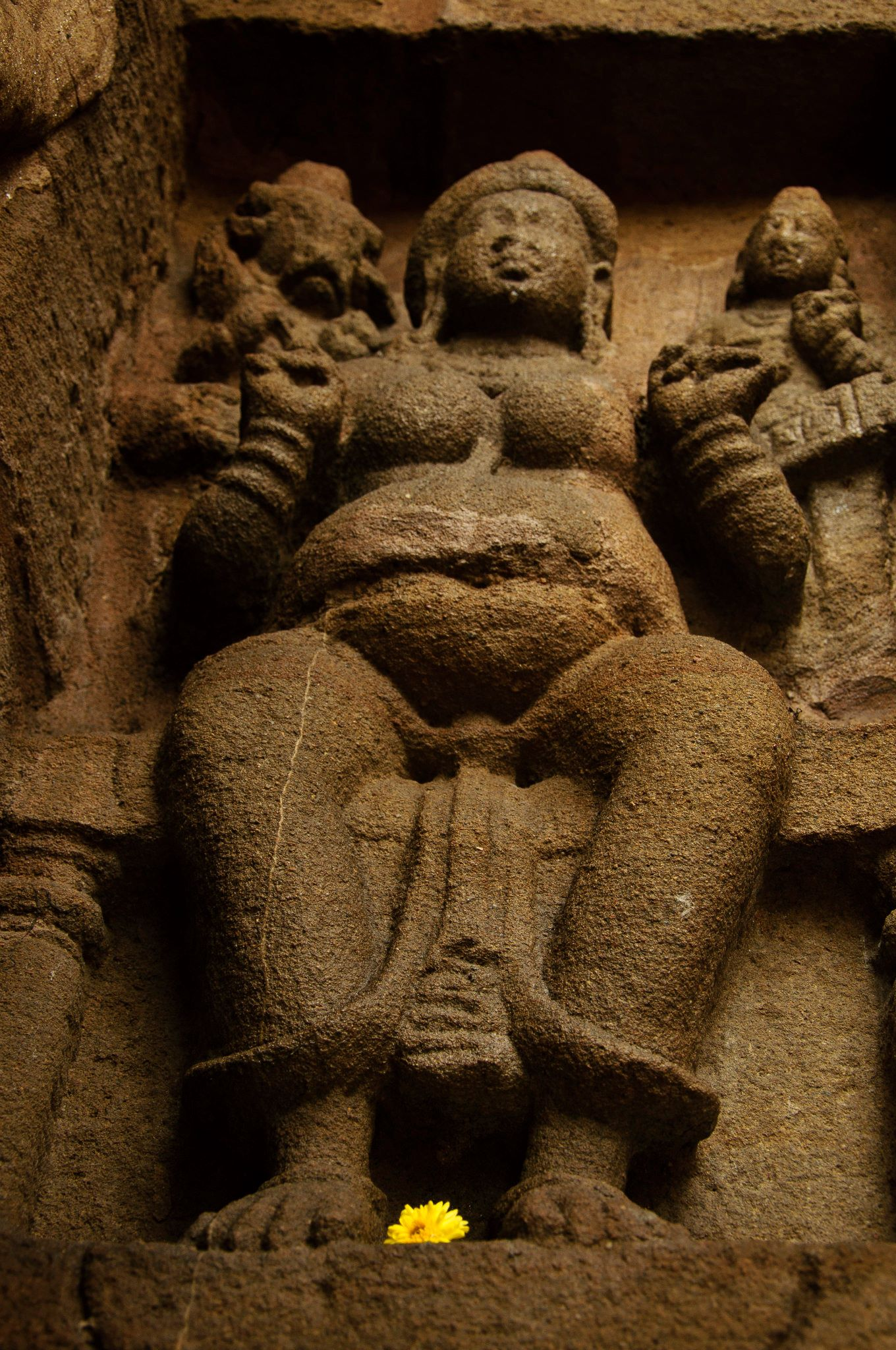
Mur Nord à g.. Jyeshtha[11] ou Alakshmi (antithèse de Lakshmi, elle est redoutable et abandonnée par son mari), à la gauche de Durga et le lion
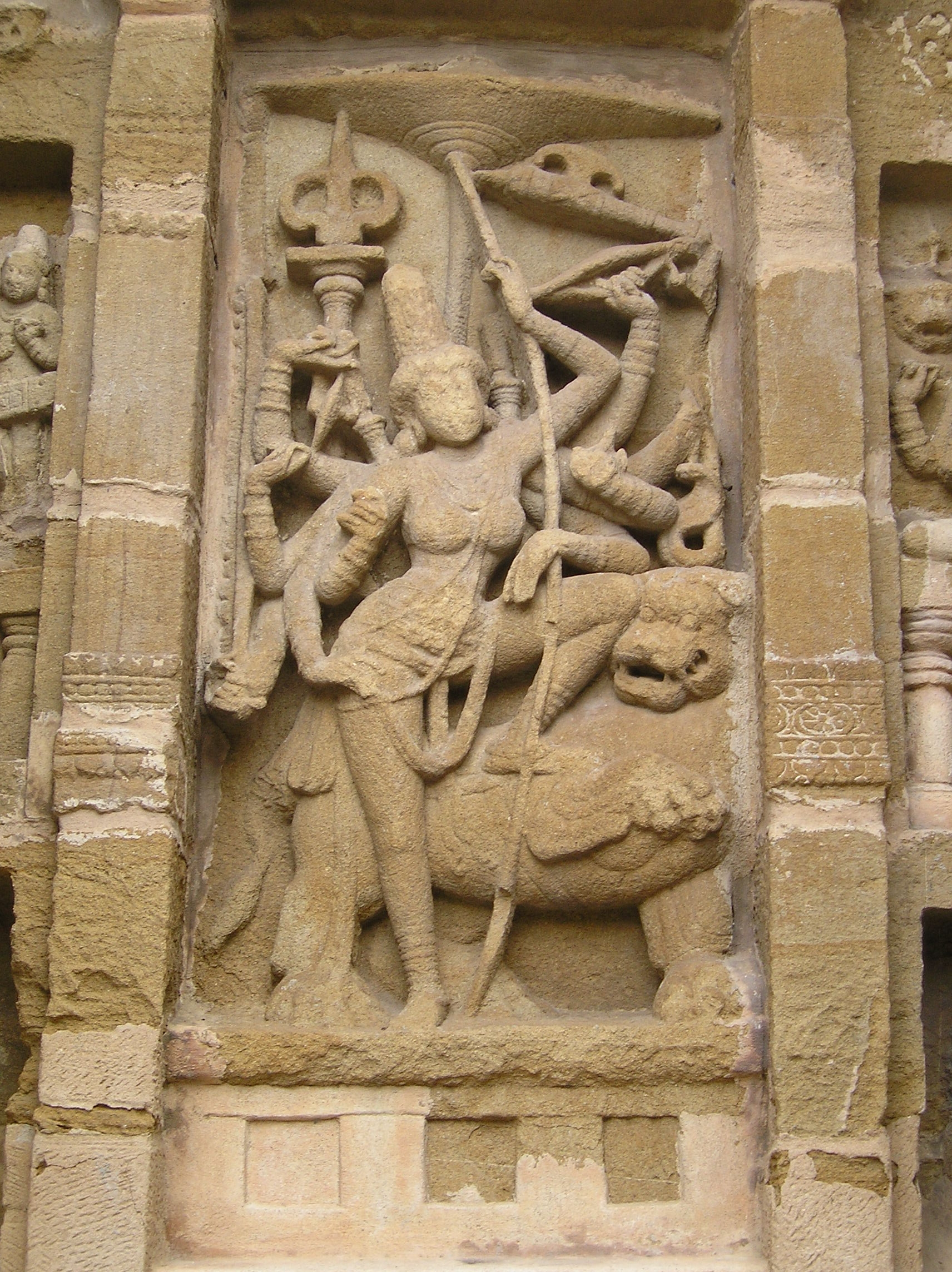
Mur Nord à g. panneau central . Durga et le lion (une forme redoutable de la Déesse)[10].
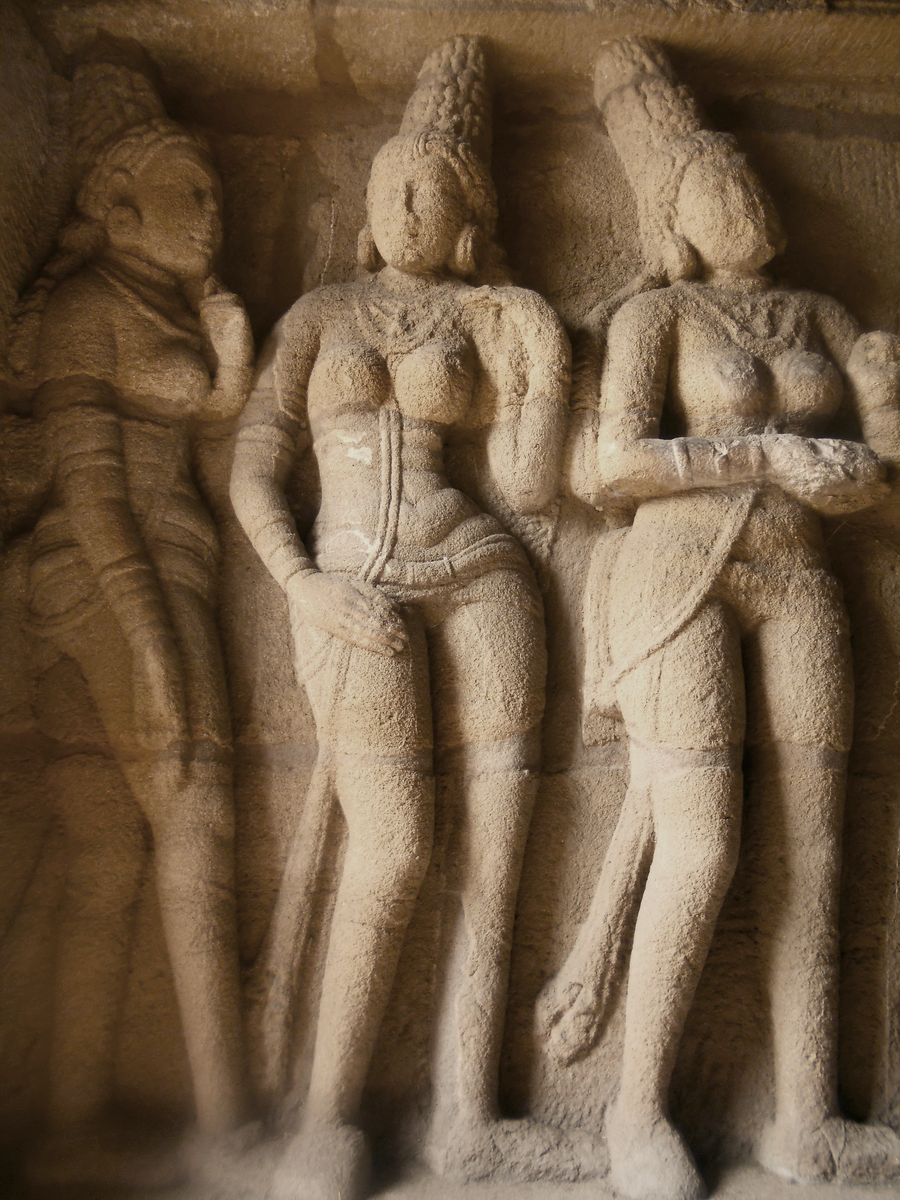
Détail : Trois femmes en adoration devant Shiva

- L'enceinte, vue depuis la cour : petits temples (chapelles) :

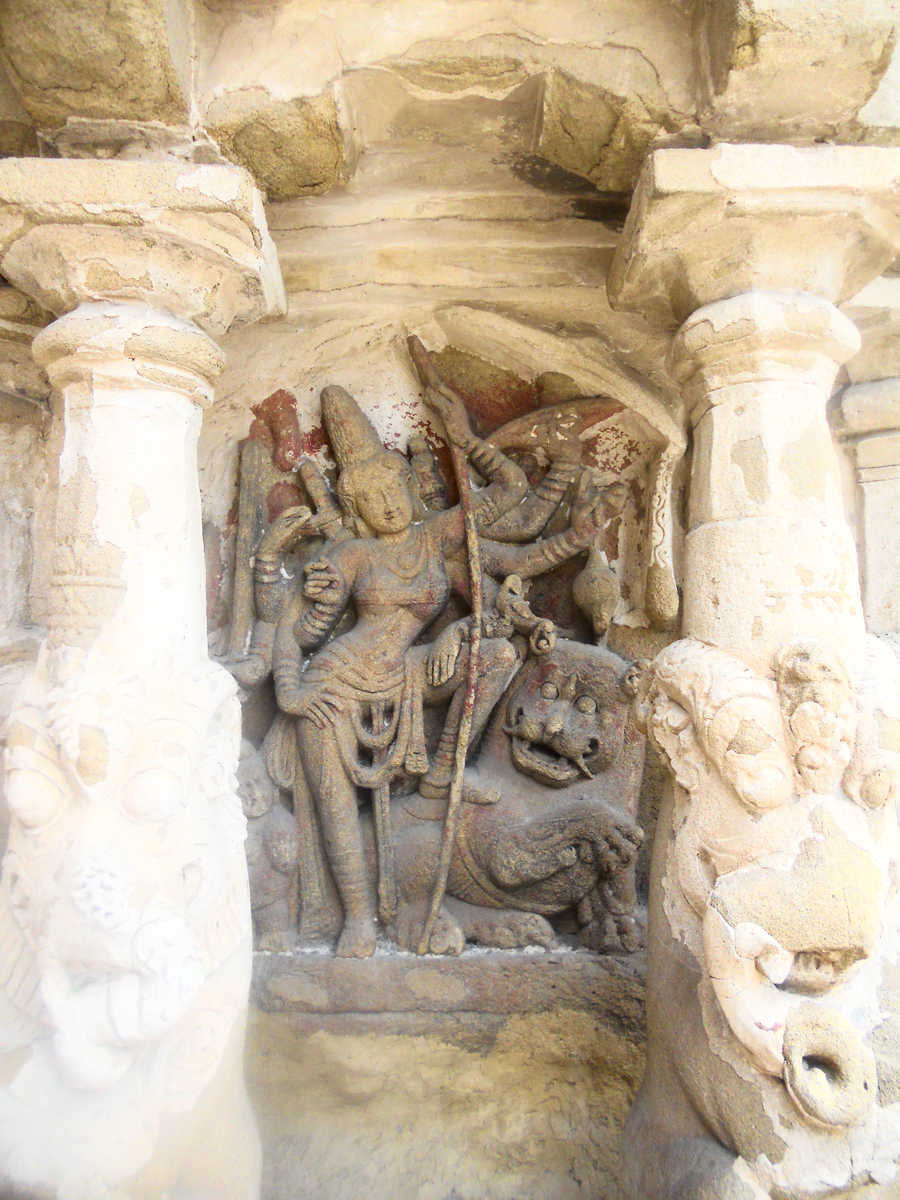
Côté Sud, face au Nord. Durga à huit bras, et le lion. 2e chapelle en partant de l'Est, très proche de l'entrée[10]. Traces de peinture et enduit tardifs
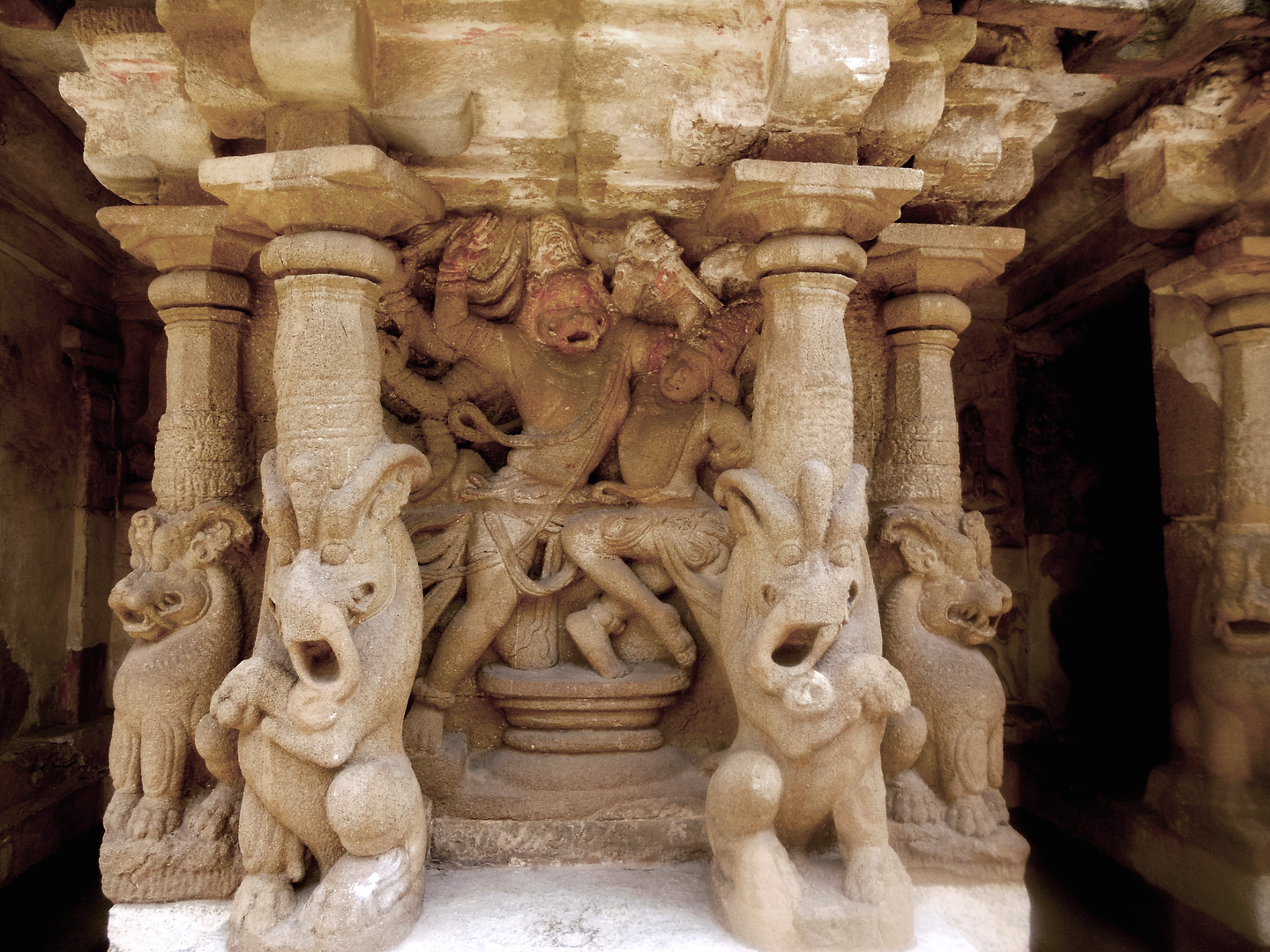
Côté sud de l'enceinte, proche de l'entrée. Vishnu Narasimha affronte et domine le démon Hiranyakashipu
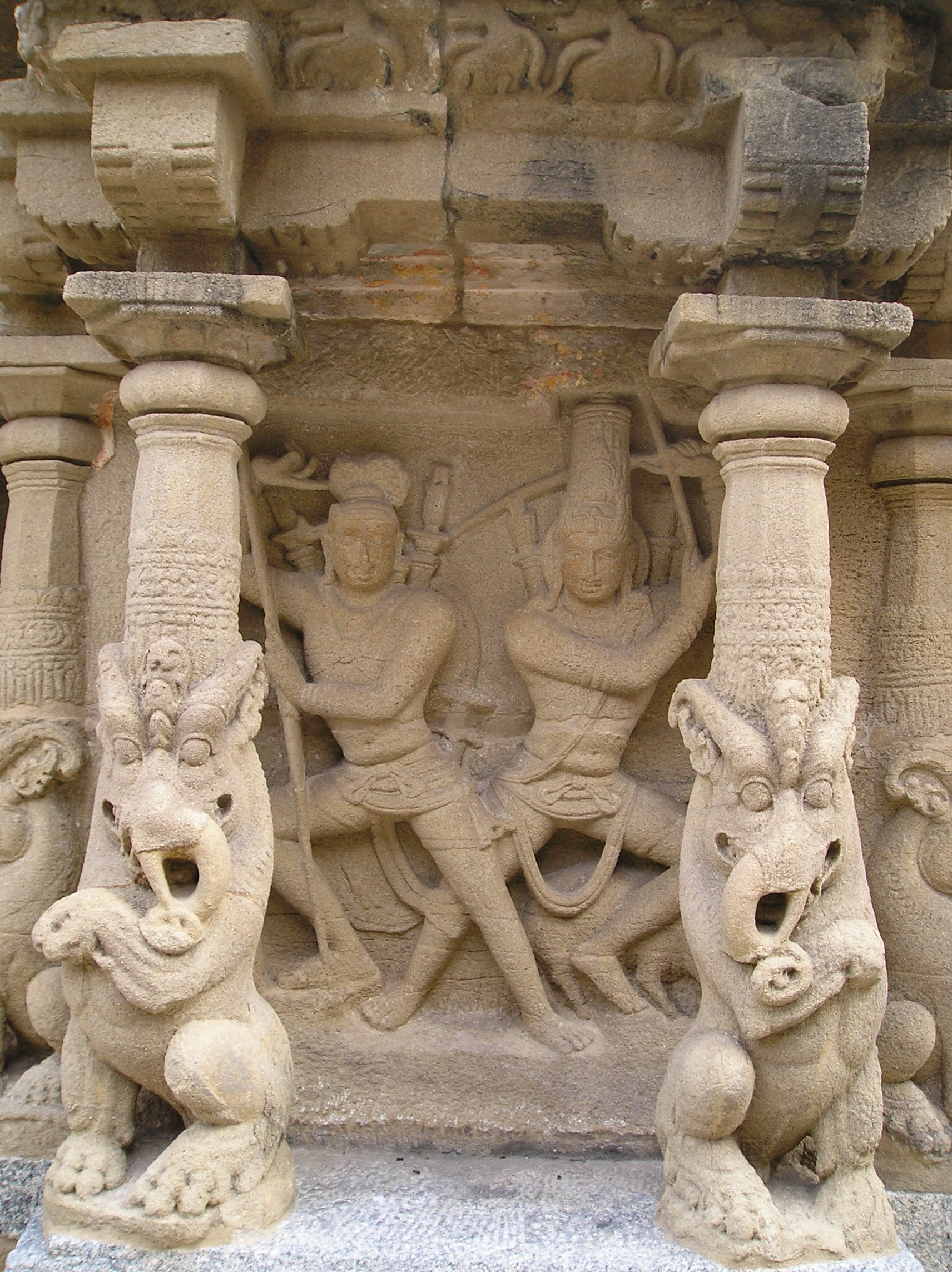
Côté Sud, Face exposée au Nord, partie centrale de la première partie du parcours. Combat d'Arjuna et de Shiva
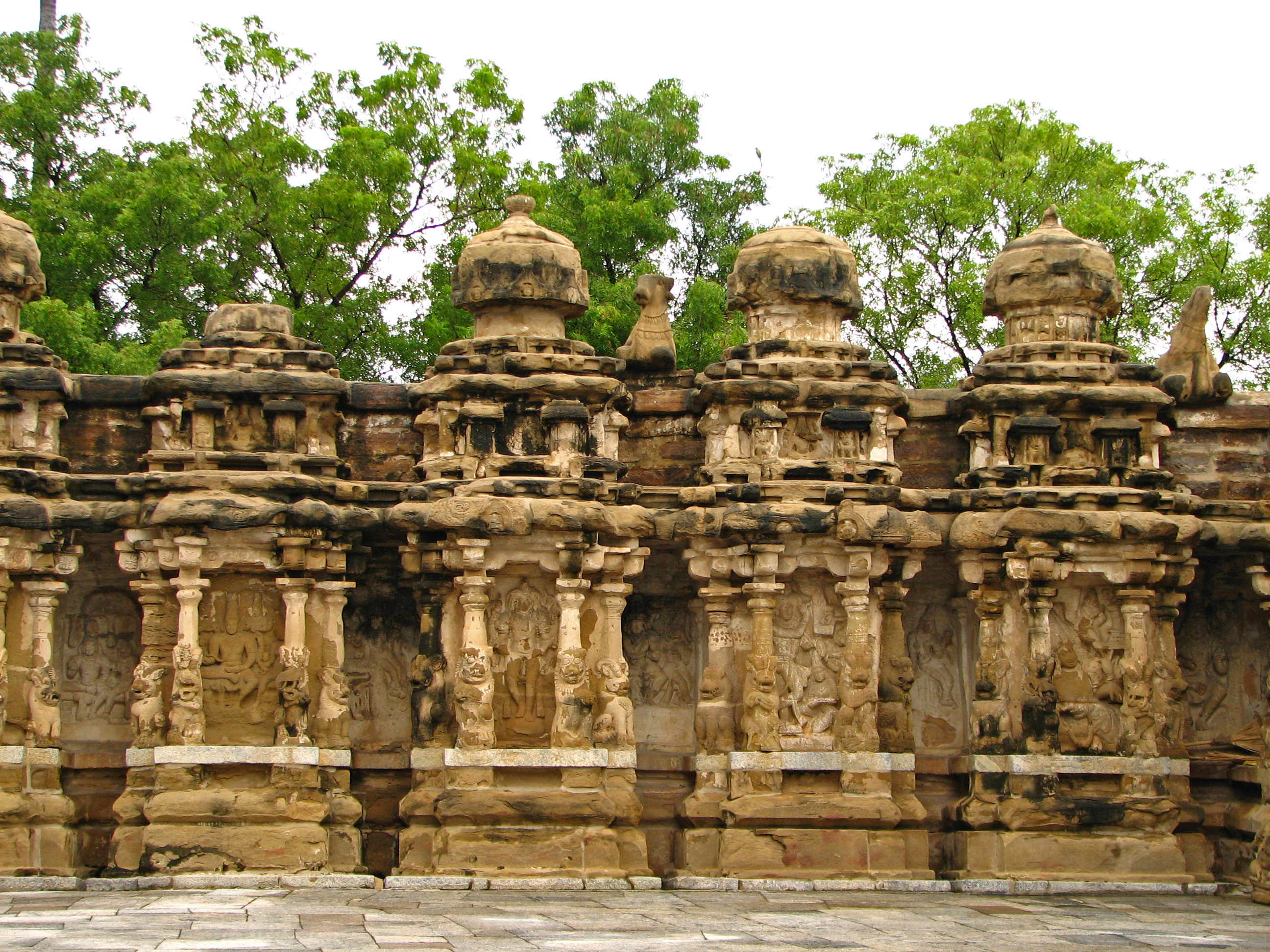
Côté Nord, face exposée au Sud, de g. à d. : Somaskanda, Bahairava, Bhikshatana, Ravana et Nandin joignant les mains devant le lingam. Fin du parcours Nord